# دنیس انگلمن
دنیس انگلمن (انگلیسی: Dennis Engelman؛ زادهٔ ۸ فوریهٔ ۱۹۹۵) بازیکن فوتبال اهل آلمان است.
از باشگاه‌هایی که در آن بازی کرده‌است می‌توان به باشگاه فوتبال بایر ۰۴ لورکوزن و باشگاه فوتبال اس‌سی فورتونا کلن اشاره کرد.
وی همچنین در تیم‌های ملی فوتبال جوانان آلمان و Germany national under-16 football team بازی کرده‌است.